# Richard Podesta
Richard Podesta, né le 1er mars 1948 à Rueil-Malmaison, est un coureur cycliste professionnel français. Il est professionnel en 1973 et 1974.

## Biographie
C'est en rencontrant sur la route Jacques Anquetil et Tom Simpson un après-midi de ses 16 ans, que Richard Podesta se fixe comme objectif de devenir cycliste professionnel. Tom Simpson deviendra par la suite son parrain.
En 1966, à l’âge de 18 ans, il devient champion d’Ile-de-France espoirs à Monthléry, et gagne dans la foulée l’épreuve des Espoirs de France à Loudéac. Il porte ensuite les couleurs du l’ACBB en présence de coureurs comme Guy Sibille, Régis Ovion, Bernard Thévenet.
Il gagne le Tour du Béarn Aragon et la finale du Trophée Peugeot.
En 1971, il devient champion de Provence pour ensuite aller chercher le titre de champion de France amateur sur route.
En 1972, il rejoint le Sprinter club de Nice et décroche durant cette année 28 bouquets dont le championnat de la Côte d'Azur.
En 1973, il passe professionnel sous les couleurs de Kova Lejeune, avec Lucien Aimar, et Raphaël Géminiani comme directeur sportif. Il remporte le maillot du meilleur jeune et la deuxième place du classement par points de Paris-Nice. Il termine troisième du Tour de l'Aude. Il prend le départ de son unique Tour de France, qu'il abandonne au cours de la onzième étape. 
En 1974, il participe à Liège-Bastogne-Liège, à Paris-Roubaix et à l'Étoile de Bessèges.
En 1975, il doit mettre fin à sa carrière.
Une course de gentleman portant son nom est organisée annuellement dans les environs de Manosque,.

## Palmarès
- 1971
  -  Champion de France sur route amateurs
  - Champion de Provence
  - 3e du Tour de l'Yonne

### Résultats sur le Tour de France
1 participation
- 1973 : abandon (11e étape)